# 점근거성열

헤르츠스프룽-러셀 도표에서 나타나는 질량에 따른 항성의 진화다. 점근거성가지는 태양 보다 2배 무거운 별의 경우에서 AGB로 표시된다.

점근거성가지(영어: Asymptotic giant branch)는 작거나 중간 정도의 질량을 가진 별들이 위치하고 있는 헤르츠스프룽-러셀 도표 상의 진화 영역 중 하나로, 중소 질량(0.4-12 태양질량)을 가진 별이 일생 말기에 진입하는 항성 진화 과정의 한 시기이다.
점근거성가지(AGB) 별은 관측적으로 태양보다 수천배 밝은 적색거성으로 보인다. 그 별의 내부 구조는 탄소와 산소로 구성된 중심의 비활성 핵으로 특징지어진다. 그곳을 덮는 껍질을 구성하는 헬륨은 탄소를 형성하는 핵융합(헬륨연소과정)을 겪고 있다. 또다른 껍질을 구성하는 수소는 헬륨를 형성하는 핵융합(수소 연소 과정)을 겪고 있고, 그 밖에 주계열성과 유사한 조성을 가지는 아주 큰 껍질이 있다.
현재 점근거성 단계에 있는 별은 미라, 황새치자리 R이 있다.

## 진화
별의 중심핵에서 핵융합 과정을 통해 수소가 고갈될 때, 중심핵은 수축하며 온도는 증가하여 별의 바깥층을 팽창시키고 차갑게 만든다. 별은 HR 도표의 우측상단 모퉁이 쪽의 경로를 따라서 광도가 크게 증가하여 후점근거성이 된다.
중심핵의 온도가 약 3×108 K에 이를 때 헬륨 연소가 시작된다. 중심핵에서의 헬륨 연소의 시작은 별의 냉각과 광도 증가를 멈추고 HR 도표의 왼쪽 아래로 이동하게 만든다. 이는 수평가지(종족 2의 별) 또는 적색군(종족 1의 별)이다. 핵에서의 헬륨 연소가 끝난 후, 별은 다시 도표의 오른쪽 위로 움직인다. 이 경로는 이전의 적색거성가지의 방향과 거의 나란한데, 이런 이유로 점근거성가지(asymptotic giant branch)라고 이름이 붙여졌다. 이러한 항성 진화 단계에 있는 별은 AGB 별로 알려져 있다.

#### AGB의 단계
AGB의 단계는 초기 AGB(early AGB, E-AGB)와 열맥동 AGB(thermally pulsing AGB, TP-AGB)으로 나뉜다. E-AGB 단계에 있을 때 주에너지원은 대부분 탄소와 산소로 구성된 중심핵 근처의 껍질에서 일어나는 헬륨 융합이다. 이 단계에서 별은 다시 적색거성이 되기 위해 크게 부풀어오른다. 별의 반지름은 천문단위(~215R☉) 만큼 커질 수 있다.
헬륨 껍질의 연료가 고갈된 이후에는 TP-AGB 단계로 진입한다. 별은 이제 안쪽의 헬륨 껍질을 매우 얇은 층에 제한시키고 헬륨 껍질의 안정적인 융합을 막는, 얇은 껍질에 있는 수소의 융합으로부터 에너지를 얻게 된다. 그러나 10,000 ~ 100,000년의 기간에 헬륨은 수소 껍질 연소로부터 다시 쌓이면서 폭발적인 헬륨 껍질 연소가 이루어진다. 이 과정은 헬륨 껍질 섬광으로 알려져 있다. 껍질 섬광의 광도는 별의 총 광도의 수천 배에서 최고조를 이루지만, 단 몇 년만에 기하급수적으로 감소한다. 껍질 섬광은 별의 팽창과 냉각을 야기하여 수소 껍질 연소를 멈추고 두 껍질 사이 영역에 강한 대류를 일으킨다. 헬륨 껍질 연소가 수소 껍질 영역에 가까워지면, 온도가 증가하여 수소 융합을 점화하고 주기가 재시작된다. 헬륨 껍질 섬광에 의한 광도의 잠깐 동안의 큰 증가는 별의 겉보기 밝기를 수백 년 동안 10분의 수 등급 증가하게 만든다. 이 변화는 이 유형의 별에서 흔히 볼 수 있는 수십 일에서 수백 일 정도의 주기의 밝기 변동과 무관하다.
단 수백 년 동안 지속되는 열맥동 기간에, 중심핵 영역에서의 물질은 바깥층의 물질과 섞여 표면 조성의 변화를 야기한다. 이 과정은 준설으로 불린다. 준설로 인해서 AGB 별은 스펙트럼에서 S-과정의 원소를 보여준다. 그리고 강한 준설은 탄소별의 형성으로 이어질 수도 있다. 열맥동을 따르는 모든 준설은 세번째 준설으로 표현된다. 적색거성가지에서 발생하는 첫번째 준설과 E-AGB에서 발생하는 두번째 준설 이후에 발생하기 때문이다. 어떤 경우에는 두번째 준설이 발생하지 않을 수도 있지만, 그래도 열맥동에 의한 준설은 세번째 준설으로 표현될 것이다. 열맥동은 처음 얼마 간은 급격히 세기가 증가한다. 그래서 세번째 준설은 일반적으로 중심핵 물질을 표면으로 옮기는 데 가장 신빙성있다.
AGB 별은 보통 장주기 변광성이고, 항성풍의 발생으로 많은 질량을 잃고 있다. 열맥동은 질량의 큰 손실을 유발하고, 결과로 별 주위의 물질로 구성된 껍질을 벗겨낸다. 별은 AGB 단계에서 전체의 50~70%에 해당하는 질량을 잃는다.

#### 점근거성의 별 주위 외피층
AGB 별의 대량 질량 손실은 별이 거대한 별 주위 외피층(CSE)으로 둘러싸여 있음을 의미한다. AGB의 평균 수명이 100만 년이고 바깥 속도가 10 km/s 정도임을 감안하면, 그것의 최대 크기는 약 3×1014 km(30 광년)으로 추정할 수 있다. 이는 항성풍 물질이 성간물질과 혼합되기 시작할 최대 값으로, 또한 별과 성간가스 사이의 속도 차이가 없을 것으로 추정된다. 역학적으로 가장 흥미로운 사건은 항성풍이 불면서 질량손실률이 측정된 별과 꽤 가깝다는 것이다. 그러나, CSE의 바깥층은 화학적으로 흥미로운 과정들을 보여주는데, 크기와 낮은 광학깊이로 인해 관측하기 쉽다.
CSE의 온도는 가스와 먼지의 가열과 냉각 특징으로부터 측정될 수 있지만, 2,000~3,000 K의 별의 광구로부터의 방사거리의 감소에 의해서도 측정될 수 있다. CSE 방향의 AGB의 화학적 상태는 Kemper (2000)에 의해 아래와 같은 것을 시사한다.
1. 광구: 국소적 열평형 화학
2. 맥동하는 별의 껍질: 충격 화학
3. 먼지형성대
4. 화학적 평온
5. 성간 자외선 복사와 분자의 광해리 - 복합 화학

먼지형성대에서 소위 내화금속(Fe, Si, Mg..)으로 불리는 것들은 기체상태로 증발하여 티끌이 될 것이다. 새로 형성된 먼지는 즉시 표면 촉매반응을 도울 것이다. AGB 별에서의 항성풍은 우주먼지 형성 장소로, 우주의 주된 먼지 형성 장소로 여겨지고 있다.
또한 AGB 별(미라형 변광성과 OH/IR 별)의 항성풍은 메이저 방출 장소이기도 하다. 마이크로파를 증폭하고 있는 분자로는 SiO, H2O, OH이 있다.
후에 별은 껍질의 거의 대부분을 잃고, 오직 핵만 남게된다. 이들은 나아가 짧은 수명의 전행성상 성운으로 진화한다. AGB 별의 껍질은 최종적으로 행성상 성운이 된다.

#### 말기 열맥동
모든 후-점근거성의 사분의 일 만큼은 회생(born-again)한다. 이 때 탄소-산소 핵은 헬륨과 그 바깥 수소의 껍질로 둘러싸여 있다. 만약 헬륨이 다시 연소되어 열맥동을 일으키고 별을 빠르게 점근거성으로 되돌려 놓는다면, 수소가 결핍되고 오직 헬륨만 연소하는 항성 천체가 된다. 열맥동이 발생하는 동안에도 별에 수소 연소 껍질이 존재한다면, 이 열맥동은 말기 열맥동(late thermal pulse)라고 불리게 된다. 그렇지 않으면 극말기 열맥동(very late thermal pulse)라고 불린다.
회생한 별의 대기 외곽은 항성풍을 발생시키고 별을 헤르츠스프룽-러셀 도표를 가로지르는 진화 경로를 한번 더 따르게 만든다. 그러나 이 단계는 고작 약 200년 동안만 지속되다 별이 다시 백색왜성 단계로 진입할 정도로 매우 짧다. 관측적으로 말기 열맥동 단계는 별이 자체가 만든 성운에 내부에 있다는 점에서 울프-레이에 별과 거의 동일한 것처럼 보인다.

#### 초점근거성
점근거성으로 진화 가능한 상한 질량에 가까운 별들은 초점근거성이라 별명이 붙여지고, 몇몇 흥미로운 특징을 보여준다. 이들의 질량은 8M☉에서 12M☉까지이다. 이들은 헬륨보다 무거운 원소를 합성하고 있는 더 무거운 초거성으로의 전환 과정에 해당된다. 삼중알파과정을 겪는 동안, 탄소보다 무거운 일부 원소가 생성된다. 대부분은 산소지만 마그네슘과 네온, 그보다 무거운 원소도 있다. 부분적으로 축퇴된 탄소-산소 핵을 가진 초점근거성은 탄소를 연소하기에 충분하다. 이 때의 섬광은 초기의 헬륨섬광과 유사하다. 두번째 준설은 이 질량 범위에서 매우 강하게 일어난다. 핵의 크기는 큰 질량의 초거성에서 발생하는 네온의 연소를 위해 요구되는 수준보다 낮은 수준으로 유지하게 된다. 열맥동의 크기와 세번째 준설은 작은 질량의 별과 비교했을 때 줄어든다. 대신에 열맥동의 발생 빈도는 극적으로 증가한다. 초기질량이 8~12 태양질량중 높은 쪽의 초점근거성은 전자포획 초신성으로써 폭발하게 된다. 그러나 일반적으로 산소-네온 백색왜성으로 끝을 맞이하게 된다. 이 별들은 보다 큰 질량의 초거성보다 더 흔하다. 이들은 중심핵 붕괴의 초신성의 대부분을 차지할 것이다. 이들 초신성으로 관측된 예는 추론에 의존한 모형의 귀중한 검증 수단으로 제공된다.

## 같이 보기
- 탄소별
- 미라
- 미라형 변광성
- 행성상 성운
- 적색거성